# Chuyến bay 902 của Korean Air Lines
Vào ngày 20 tháng 4 năm 1978, 1 chiếc tiêm kích đánh chặn Sukhoi Su-15 của Không quân Liên Xô đã bắn hạ chuyến bay mang số hiệu 902 (KAL 902) của Korean Air Lines gần Murmansk, Liên Xô sau khi chiếc máy bay dân sự này xâm phạm vùng trời của Liên Xô và bị cáo buộc là không phản hồi các máy bay tiêm kích của Liên Xô. Phòng không Liên Xô ban đầu cho rằng chiếc máy bay này thuộc Không quân Liên Xô, nhưng sau đó nhầm lẫn xác định nó thuộc Không quân Hoa Kỳ. Khi đại úy Alexander Bosov, phi công lái máy bay Sukhoi Su-15 bắn rơi chuyến bay 902, nhìn thấy những ký tự chữ Hán ở đuôi của chiếc máy bay Hàn Quốc, ông đã cố gắng thuyết phục cấp trên của mình ở dưới mặt đất chiếc máy bay không phải là một mối đe dọa quân sự. Dù vậy, Vladmir Tsarkov, chỉ huy Quân đoàn Phòng không số 21 Liên Xô, vẫn ra lệnh cho Bosov hạ chiếc máy bay. Chiếc Su-15 khai hỏa giết chết 2 trong số tổng cộng 109 hành khách và phi hành đoàn. Máy bay của Hàn Quốc sau đó phải hạ cánh khẩn cấp xuống hồ Korpijärvi đang đóng băng gần biên giới với Phần Lan.

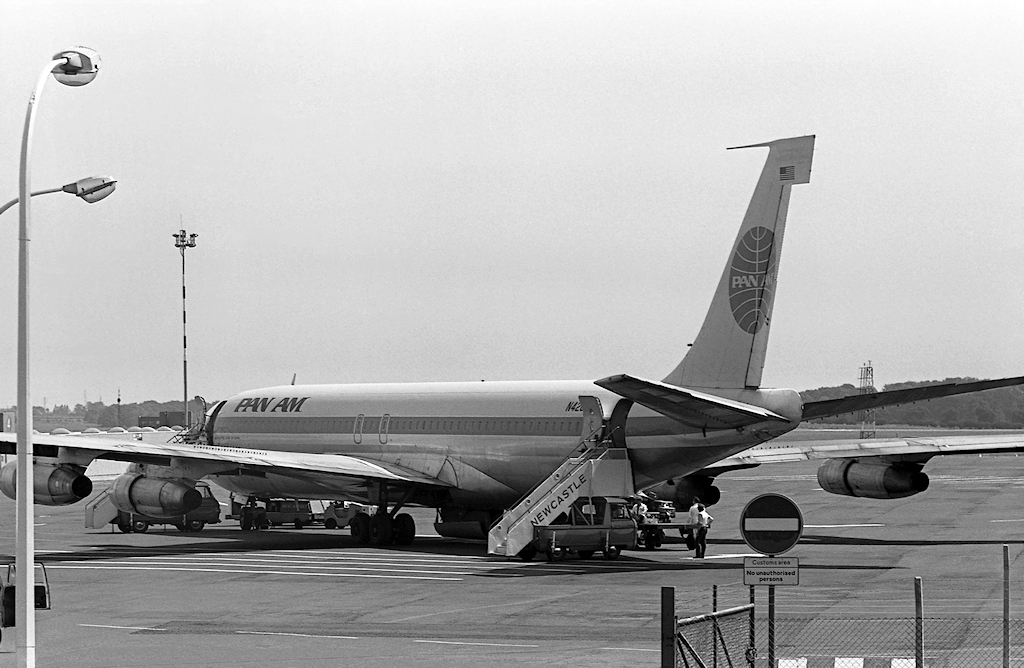
Máy bay bị bắn rơi khi vẫn còn hoạt động cho Pan Am, tại sân bay quốc tế Newcastle vào năm 1975